# Tapinoma sinense
Tapinoma sinense é uma espécie de formiga do gênero Tapinoma.